# فوكوموتو نوبويوكي
فوكوموتو نوبويوكي (福本 伸行، ولد في 10 ديسمبر عام 1958) هو فنان مانغا ياباني أشتهر بسبب أفكار المقامرة الفريدة من نوعها الخاصة بأعمال المانغا الأصلية الخاصة به وبالتحليلات النفسية العميقة للشخصيات. أشتهر أيضا بأسلوب رسمه للشخصيات المميز والفريد جدا من نوعه. عصابة الياكوزا اليابانية والمقامرة هم من المواضيع المتكررة في اعمال المانغا الخاصة به. في البلدان الناطقة باللغة الأنجليزية أشتهر فوكوموتو نوبويوكي بتأليفه ورسمه لمانغا الماجونغ أكاغي التي نشرت في اليابان عام 1992, تم صنع انمي تلفزيوني لهذه المانغا وعرض هذا الأنمي من 5 أكتوبر عام 2005 - 29 مارس 2006. في عام 1998 فاز فوكوموتو نوبويوكي بجائزة كودانشا للمانغا عن مانجا كايجي التي بدأت في عام 1996 وهي مستمرة حتى الأن بخمسة مواسم. اصدر أستوديو مادهاوس أنمي لمانجا كايجي متكون من موسمين الأول عرض عام 2007 وهو متكون من 26 حلقة طول الحلقة الواحدة 23 دقيقة , أما الثاني عرض عام 2011 وهو متكون كذلك من 26 حلقة بطول 23 دقيقة للحلقة الواحدة. في الأعمال الخاصة بفوكوموتو نوبويوكي, المحاكاة الصوتية "زاوا" (ざわ…) والتي تعني جوا غير مريح تظهر كثيرا بشكل هزلي والتي تعتبر الان علامة تجارية لفوكوموتو نوبويوكي. في العالم العربي يعتبر أنمي كايجي العمل الأكثر شهرة لفوكوموتو نوبويوكي.

## حياته
وُلد فوكوموتو في محافظة كاناغاوا ونشأ وهو يقرأ مانغا بيرمان ومانجات الشونين الأخرى عندما كان طفلاً ، فضلاً عن دراسة الكاراتيه والكيك بوكسينغ بسبب رغبته في أن يصبح أقوى. في المدرسة الثانوية ، ذهب فوكوموتو نوبويوكي لدراسة الهندسة المعمارية ، وحسب ما يصرح هة بنفسه ، كان "طالبًا مذهولًا ، ليس جيدًا ولا جانحًا." بعد التخرج ، حصل فوكوموتو نوبويوكي على وظيفة كمدير موقع في شركة إنشاءات ، لكنه وجد العمل مملًا وقرر أن يصبح فنان مانغا لكي يحصل على راحة كبيرة في الحياة الخاصة به.  خلال هذا الوقت ، عندما قدم مانغا كندو إلى اكبر دور النشر اليابانية كودانشا ، نصح بالعمل كمساعد لاكتساب بعض الخبرة أولاً. بدأ العمل تحت إشراف أيجي كازاما (かざま 鋭二) ، الذي كان يبحث عن مساعدين في ذلك الوقت ، واستقال من شركة البناء بعد ثلاثة أشهر فقط من العمل ، بحجة أنه إذا عمل هناك لفترة كافية وحصل على المؤهلات ، لن يكون قادرا على الإقلاع عن التدخين.  على الرغم من تعيينه كمساعد ، لم يكن قادرًا على الرسم بمهارة ، وتم تكليفه فقط بالعمل في وظائف غريبة مثل الطهي. بعد حوالي عام ونصف ، أخبره أيجي كازاما ، الذي كان قلقًا بشأن فوكوموتو نوبويوكي ، أنه كان قاسًا للغاية وأنه قد يكون أكثر ملاءمة ليكون سائق شاحنة. نتيجة لذلك ، ترك فوكوموتو وظيفته كمساعد بعد حوالي عام ونصف. 

## أعماله
للمانغاكا فوكوموتو نوبويوكي اعمال كثيرة منها ما نجده مترجما للغة العربية ومنها ما لم يتم ترجمته. أعماله المترجمة للعربية بشكل كامل هي أسطورة الأقوى، كوروساوا!، أمبراطور الرهان الأسطوري صفر الجزء الأول وكذلك الجزء الثاني. الأعمال التي لم تترجم للعربية هي، كايجي (مانغا) (تم ترجمة ما يقارب عشرون فصل فقط. اكاجي، تين (مانغا)، غين تو كين وغيرها.

## أسلوب الرسم الفريد
يُعرف فوكوموتو نوبويوكي بأنه أحد مؤلفي مانغات المقامرة الرائدين ، ويتم تحديد عمله من خلال الأوصاف النفسية التفصيلية والتوصيفات المكثفة. تصور الكثير من أعماله رجالًا يمارسون ألعابًا متطرفة او خطيرة ممكن أن تتسبب في موت الشخصيات. عدد الشخصيات النسائية في أعماله التي تركز على المقامرة منخفض للغاية ، على الرغم من أنها تظهر بشكل شائع جدًا في الأعمال التي تتحدث بشكل أساسي عن الطبيعة البشرية. ومع ذلك ، بدأ في وقت لاحق يامي مقاتلة الماجونغ مامييا ، وهي سلسلة تركز على المقامرة وبطلتها أنثى.
العاب القمار المفضلة لفوكوموتو نوبويوكي هي الماجونغ و السيك بو ، من بين العاب أخرى. أقل ما يفضله فوكوموتو نوبويوكي هي مقامرات سباق الخيل .  لقد كان فوكوموتو نوبويوكي يلعب لعبة الماجونغ منذ أيام المدرسة الإعدادية ، واعترف بأنه على الرغم من أنه كان نادراً ما يخسر إحدى الألعاب عندما كان في المدرسة ، الى أن مستواه الحالي هو متوسط القدرة. وفقا لما يصرح فوكوموتو نوبويوكي ، فأن لديه "حظ في البطولات" وأنه فاز حتى في بطولات للماجونغ بين فناني مانغات ماجونغ.